# Ross Cuthbert
Pour les articles homonymes, voir Cuthbert.
Ross Cuthbert, né le 17 février 1776 au manoir seigneurial de Berthier et mort le 28 août 1861 au manoir seigneurial d'Autray, est un écrivain, avocat et homme politique du Bas-Canada.

## Biographie
Né de James Cuthbert père et de Catherine Cairns dans la riche et influente famille anglicane Cuthbert, il étudia au Collège catholique anglais de Douai, en France. Il hérite de son père la propriété de trois seigneuries : la seigneurie de Lanoraie, de Maskinongé et d'Autray. Il est admis au barreau de Québec en 1803.
Il siégea à la Chambre d'Assemblée du Bas-Canada à plusieurs reprises dans la circonscription de Warwick (renommée plus tard Berthier), de 1800 à 1810, de 1812 à 1816 et d'avril à juillet 1820.
Il publia L'Aréopage dans la ville de Québec en 1803 et New theory of the tides en 1810.
Il épousa à Philadelphie vers 1800 Emily Rush, fille de Benjamin Rush, signataire de la déclaration d'indépendance des États-Unis.
Il est mort à Berthier-en-Haut dans le Canada-Est en 1861. Il repose au cimetière protestant de Sorel.